# Camilo José Cela Conde
Camilo José Arcadio Cela Conde (Madrid, 17 de enero de 1946), II marqués de Iria Flavia, es un escritor español y catedrático de Filosofía del Derecho, Moral y Política en la Universidad de las Islas Baleares. También es investigador.

## Biografía
Es hijo único del Premio Nobel de Literatura Camilo José Cela Trulock  (1916-2002) y de su primera esposa, María del Rosario Conde Picavea (1914-2003), docente de formación. Es sobrino de Jorge Cela, editor y escritor.
En su bautismo recibió los nombres de Camilo José Arcadio. Los dos primeros por su padre, y el tercero por su abuelo materno, Arcadio Conde Otegui, Juez de Primera Instancia.
Se licenció en Filosofía en 1975 y obtuvo el doctorado en 1978.
Recibió el Premio Miguel de los Santos Oliver de periodismo en 1975.
Publicó su primera obra, El reto de los halcones, en 1975. Ha publicado colaboraciones en distintas revistas de tirada nacional, y como docente ha desarrollado numerosas investigaciones sobre ética, filosofía de la biología, filosofía política y sociología de la conducta innata. Actualmente, imparte clases en la Universidad de las Islas Baleares, actividad que compagina con la escritura. 
Fue decano de la Facultad de Filosofía y Letras de la Universidad de las Islas Baleares desde enero de 1983 hasta mayo de 1989.
En 1989, un día después de que su padre recibiera el Nobel, publicó Cela, mi padre. 
En 2005 fue nombrado pregonero de las fiestas de Aranda de Duero conmemorando el cincuentenario de la publicación del libro de su padre Judíos, moros y cristianos, en el que se dedica un capítulo a este municipio y su comarca.
Cela Conde forma parte del grupo permanente de investigación en "Evolución y Cognición Humana" de la Universidad de las Islas Baleares, que tiene entre sus objetivos principales de investigación la organización y el historial evolutivo que nos hace humanos, que nos distingue de otros primates gracias a determinados rasgos exclusivos de nuestra especie. El grupo publica periódicamente sus trabajos.
Es miembro del comité de redacción de numerosas revistas científicas, miembro de la Asociación Americana para el Avance de la Ciencia, miembro del Center for Academic Research and Teaching in Anthropogeny del Instituto Salk y la Universidad de San Diego.
También es columnista del Diario de Mallorca y en el Diario de Ibiza.

## Obra
- El reto de los halcones. Antología de la prensa apocalíptica española en la apertura (1975) ISBN 9788433490025
- Carlos Mensa, crónica de una realidad tangente (1975) ISBN 9788485253005
- Capitalismo y campesinado en la isla de Mallorca (1979) ISBN 9788432303586
- De genes, dioses y tiranos. La determinación biológica de la moral (1985) ISBN 9788420624228
- Cela, mi padre. La vida íntima y literaria de Camilo José Cela contada por su hijo (1989) ISBN 9788478800001
Obra ampliada y reeditada tras la muerte de su padre (2002) ISBN 9788484601920
- Paisajes urbanos (1994) ISBN 9788487789144
- A fuego lento -con Koldo Royo (recetas) y Horacio Sapere (pinturas)- (1999) ISBN 9788476517970
- Senderos de la evolución humana -con Francisco José Ayala Pereda- (2001) ISBN 9788420667829
- Como bestia que duerme (2004) ISBN 9788420645346 (IV Premio Fernando Quiñones; IV Premio Unicaja)[11][12]
- Telón de sombras (2005) ISBN 9788420645889
- La profecía de Darwin. Del origen de la mente a la psicopatología -con Julio Sanjuan Arias- (2005) ISBN 9788497510905
- La piedra que se volvió palabra. Las claves evolutivas de la humanidad -con Francisco José Ayala Pereda- (2006) ISBN 9788420647838
- Hielos eternos. Un antropólogo en la Antártida (2009) ISBN 9788493563165
- El origen de la idea. Galápagos tras Darwin (2011) ISBN 9788493563141
- Evolución humana. El camino hacia nuestra especie -con Francisco José Ayala Pereda- (2013) ISBN 9788420678481[13]
- Cela, piel adentro (2016) ISBN  9788423350902[14]
- Processes in Human Evolution -con Francisco José Ayala Pereda (2017) Oxford University Press. 592 págs. ISBN 978-0-19-873991-3[15]

## Vida personal
- Casó en primeras nupcias en Alcobendas con María del Carmen Mateu Ramonellla, asesora artística, en 1970 (divorciados).[16][17]

- Casó en segundas nupcias con Gisele Marie Marty Broquet, catedrática de Psicología del Arte en la Universidad de las Islas Baleares (divorciados). Tuvieron una hija, Camila (1989).[18][19]

- Casó en terceras nupcias en Ciudadela con Cristina Rincón Ruiz, doctora en Traumatología, en 2012.[20][21][22]

## Ancestros
|  |                                                       |  |  |  |  |  |  |  |  |  |  |  |  |  |  |  |
|  | 16. Antonio María Cela Pombo                          |  |  |  |  |  |  |  |  |  |  |  |  |  |  |  |
|  |                                                       |  |  |  |  |  |  |  |  |  |  |  |  |  |  |  |
|  |                                                       |  |  |  |  |  |  |  |  |  |  |  |  |  |  |  |
|  | 8. Camilo Cela Fernández                              |  |  |  |  |  |  |  |  |  |  |  |  |  |  |  |
|  |                                                       |  |  |  |  |  |  |  |  |  |  |  |  |  |  |  |
|  |                                                       |  |  |  |  |  |  |  |  |  |  |  |  |  |  |  |
|  | 17. Rosa Fernández Fernández                          |  |  |  |  |  |  |  |  |  |  |  |  |  |  |  |
|  |                                                       |  |  |  |  |  |  |  |  |  |  |  |  |  |  |  |
|  |                                                       |  |  |  |  |  |  |  |  |  |  |  |  |  |  |  |
|  | 4. Camilo Crisanto Cela Fernández                     |  |  |  |  |  |  |  |  |  |  |  |  |  |  |  |
|  |                                                       |  |  |  |  |  |  |  |  |  |  |  |  |  |  |  |
|  |                                                       |  |  |  |  |  |  |  |  |  |  |  |  |  |  |  |
|  | 18. Pedro Fernández                                   |  |  |  |  |  |  |  |  |  |  |  |  |  |  |  |
|  |                                                       |  |  |  |  |  |  |  |  |  |  |  |  |  |  |  |
|  |                                                       |  |  |  |  |  |  |  |  |  |  |  |  |  |  |  |
|  | 9. Teresa Fernández Fernández                         |  |  |  |  |  |  |  |  |  |  |  |  |  |  |  |
|  |                                                       |  |  |  |  |  |  |  |  |  |  |  |  |  |  |  |
|  |                                                       |  |  |  |  |  |  |  |  |  |  |  |  |  |  |  |
|  | 19. Teresa Fernández                                  |  |  |  |  |  |  |  |  |  |  |  |  |  |  |  |
|  |                                                       |  |  |  |  |  |  |  |  |  |  |  |  |  |  |  |
|  |                                                       |  |  |  |  |  |  |  |  |  |  |  |  |  |  |  |
|  | 2. Camilo José Cela Trulock, I Marqués de Iria Flavia |  |  |  |  |  |  |  |  |  |  |  |  |  |  |  |
|  |                                                       |  |  |  |  |  |  |  |  |  |  |  |  |  |  |  |
|  |                                                       |  |  |  |  |  |  |  |  |  |  |  |  |  |  |  |
|  | 20. Juan Trulock                                      |  |  |  |  |  |  |  |  |  |  |  |  |  |  |  |
|  |                                                       |  |  |  |  |  |  |  |  |  |  |  |  |  |  |  |
|  |                                                       |  |  |  |  |  |  |  |  |  |  |  |  |  |  |  |
|  | 10. Juan Trulock Glascott                             |  |  |  |  |  |  |  |  |  |  |  |  |  |  |  |
|  |                                                       |  |  |  |  |  |  |  |  |  |  |  |  |  |  |  |
|  |                                                       |  |  |  |  |  |  |  |  |  |  |  |  |  |  |  |
|  | 21. Enriqueta Glascott                                |  |  |  |  |  |  |  |  |  |  |  |  |  |  |  |
|  |                                                       |  |  |  |  |  |  |  |  |  |  |  |  |  |  |  |
|  |                                                       |  |  |  |  |  |  |  |  |  |  |  |  |  |  |  |
|  | 5. Camila Manuela Trulock Bertorini                   |  |  |  |  |  |  |  |  |  |  |  |  |  |  |  |
|  |                                                       |  |  |  |  |  |  |  |  |  |  |  |  |  |  |  |
|  |                                                       |  |  |  |  |  |  |  |  |  |  |  |  |  |  |  |
|  | 22. Camilo Marco Bertorini                            |  |  |  |  |  |  |  |  |  |  |  |  |  |  |  |
|  |                                                       |  |  |  |  |  |  |  |  |  |  |  |  |  |  |  |
|  |                                                       |  |  |  |  |  |  |  |  |  |  |  |  |  |  |  |
|  | 11. Josefina Catalina Bertorini Jones                 |  |  |  |  |  |  |  |  |  |  |  |  |  |  |  |
|  |                                                       |  |  |  |  |  |  |  |  |  |  |  |  |  |  |  |
|  |                                                       |  |  |  |  |  |  |  |  |  |  |  |  |  |  |  |
|  | 23. María Margarita Jones                             |  |  |  |  |  |  |  |  |  |  |  |  |  |  |  |
|  |                                                       |  |  |  |  |  |  |  |  |  |  |  |  |  |  |  |
|  |                                                       |  |  |  |  |  |  |  |  |  |  |  |  |  |  |  |
|  | 1. Camilo José Cela Conde, II Marqués de Iria Flavia  |  |  |  |  |  |  |  |  |  |  |  |  |  |  |  |
|  |                                                       |  |  |  |  |  |  |  |  |  |  |  |  |  |  |  |
|  |                                                       |  |  |  |  |  |  |  |  |  |  |  |  |  |  |  |
|  | 24. Damián Conde Gurrea                               |  |  |  |  |  |  |  |  |  |  |  |  |  |  |  |
|  |                                                       |  |  |  |  |  |  |  |  |  |  |  |  |  |  |  |
|  |                                                       |  |  |  |  |  |  |  |  |  |  |  |  |  |  |  |
|  | 12. Valentín José Conde Navascués                     |  |  |  |  |  |  |  |  |  |  |  |  |  |  |  |
|  |                                                       |  |  |  |  |  |  |  |  |  |  |  |  |  |  |  |
|  |                                                       |  |  |  |  |  |  |  |  |  |  |  |  |  |  |  |
|  | 25. Romualda Navascués Rodríguez                      |  |  |  |  |  |  |  |  |  |  |  |  |  |  |  |
|  |                                                       |  |  |  |  |  |  |  |  |  |  |  |  |  |  |  |
|  |                                                       |  |  |  |  |  |  |  |  |  |  |  |  |  |  |  |
|  | 6. Arcadio Conde Otegui                               |  |  |  |  |  |  |  |  |  |  |  |  |  |  |  |
|  |                                                       |  |  |  |  |  |  |  |  |  |  |  |  |  |  |  |
|  |                                                       |  |  |  |  |  |  |  |  |  |  |  |  |  |  |  |
|  | 26. Marcelino Otegui Aristizábal                      |  |  |  |  |  |  |  |  |  |  |  |  |  |  |  |
|  |                                                       |  |  |  |  |  |  |  |  |  |  |  |  |  |  |  |
|  |                                                       |  |  |  |  |  |  |  |  |  |  |  |  |  |  |  |
|  | 13. Josefa Francisca Otegui Jáuregui                  |  |  |  |  |  |  |  |  |  |  |  |  |  |  |  |
|  |                                                       |  |  |  |  |  |  |  |  |  |  |  |  |  |  |  |
|  |                                                       |  |  |  |  |  |  |  |  |  |  |  |  |  |  |  |
|  | 27. María de los Dolores Jáuregui Arámburu            |  |  |  |  |  |  |  |  |  |  |  |  |  |  |  |
|  |                                                       |  |  |  |  |  |  |  |  |  |  |  |  |  |  |  |
|  |                                                       |  |  |  |  |  |  |  |  |  |  |  |  |  |  |  |
|  | 3. María del Rosario Conde Picavea                    |  |  |  |  |  |  |  |  |  |  |  |  |  |  |  |
|  |                                                       |  |  |  |  |  |  |  |  |  |  |  |  |  |  |  |
|  |                                                       |  |  |  |  |  |  |  |  |  |  |  |  |  |  |  |
|  | 28. Juan José Picavea Baquedano                       |  |  |  |  |  |  |  |  |  |  |  |  |  |  |  |
|  |                                                       |  |  |  |  |  |  |  |  |  |  |  |  |  |  |  |
|  |                                                       |  |  |  |  |  |  |  |  |  |  |  |  |  |  |  |
|  | 14. Manuel María Picavea Miranda                      |  |  |  |  |  |  |  |  |  |  |  |  |  |  |  |
|  |                                                       |  |  |  |  |  |  |  |  |  |  |  |  |  |  |  |
|  |                                                       |  |  |  |  |  |  |  |  |  |  |  |  |  |  |  |
|  | 29. Josefa Miranda Arozamena                          |  |  |  |  |  |  |  |  |  |  |  |  |  |  |  |
|  |                                                       |  |  |  |  |  |  |  |  |  |  |  |  |  |  |  |
|  |                                                       |  |  |  |  |  |  |  |  |  |  |  |  |  |  |  |
|  | 7. Máxima Ignacia Picavea Leguía                      |  |  |  |  |  |  |  |  |  |  |  |  |  |  |  |
|  |                                                       |  |  |  |  |  |  |  |  |  |  |  |  |  |  |  |
|  |                                                       |  |  |  |  |  |  |  |  |  |  |  |  |  |  |  |
|  | 30. Rafael María Leguía                               |  |  |  |  |  |  |  |  |  |  |  |  |  |  |  |
|  |                                                       |  |  |  |  |  |  |  |  |  |  |  |  |  |  |  |
|  |                                                       |  |  |  |  |  |  |  |  |  |  |  |  |  |  |  |
|  | 15. María de la Concepción Leguía Dolagaray           |  |  |  |  |  |  |  |  |  |  |  |  |  |  |  |
|  |                                                       |  |  |  |  |  |  |  |  |  |  |  |  |  |  |  |
|  |                                                       |  |  |  |  |  |  |  |  |  |  |  |  |  |  |  |
|  | 31. Juana Bautista Dolagaray                          |  |  |  |  |  |  |  |  |  |  |  |  |  |  |  |
|  |                                                       |  |  |  |  |  |  |  |  |  |  |  |  |  |  |  |
|  |                                                       |  |  |  |  |  |  |  |  |  |  |  |  |  |  |  |

| Predecesor: Camilo José Cela Trulock | Marqués de Iria Flavia 17 de enero de 2002-presente | Sucesor: En el cargo |